# Alluitsoq
Alluitsoq (Lichtenau) – osada na południowym wybrzeżu Grenlandii, w gminie Kujalleq, w pobliżu fiordu Lichtenau i miasta Nanortalik. Została założona w 1774 roku przez braci morawskich jako stacja misyjna. W roku 2007 liczyła 6 mieszkańców.